# Kelly Faris
Kelly Faris, née le 16 janvier 1991 à Plainfield (Indiana), est une joueuse américaine de basket-ball.

## Biographie
Au lycée d'Heritage Christian School à Indianapolis, son équipe remporte quatre fois le titre de l'État avec 108 victoires pour seulement 8 défaites. Également compétitrice de volley-ball et de sprint, elle excelle aussi sur le plan académique, étant honoré à sa fin de scolarité. Lors de son année junior, elle réussit un quadruple-double contre Harding High School Hawks le 24 novembre 2007, avec 14 points, 10 rebonds, 10 passes décisives et 10 interceptions. Elle est sélectionnée McDonald's All-American 2009, où elle inscrit quatre points, sept rebonds, deux contres, trois passes et trois interceptions pour l'équipe de l'Est.

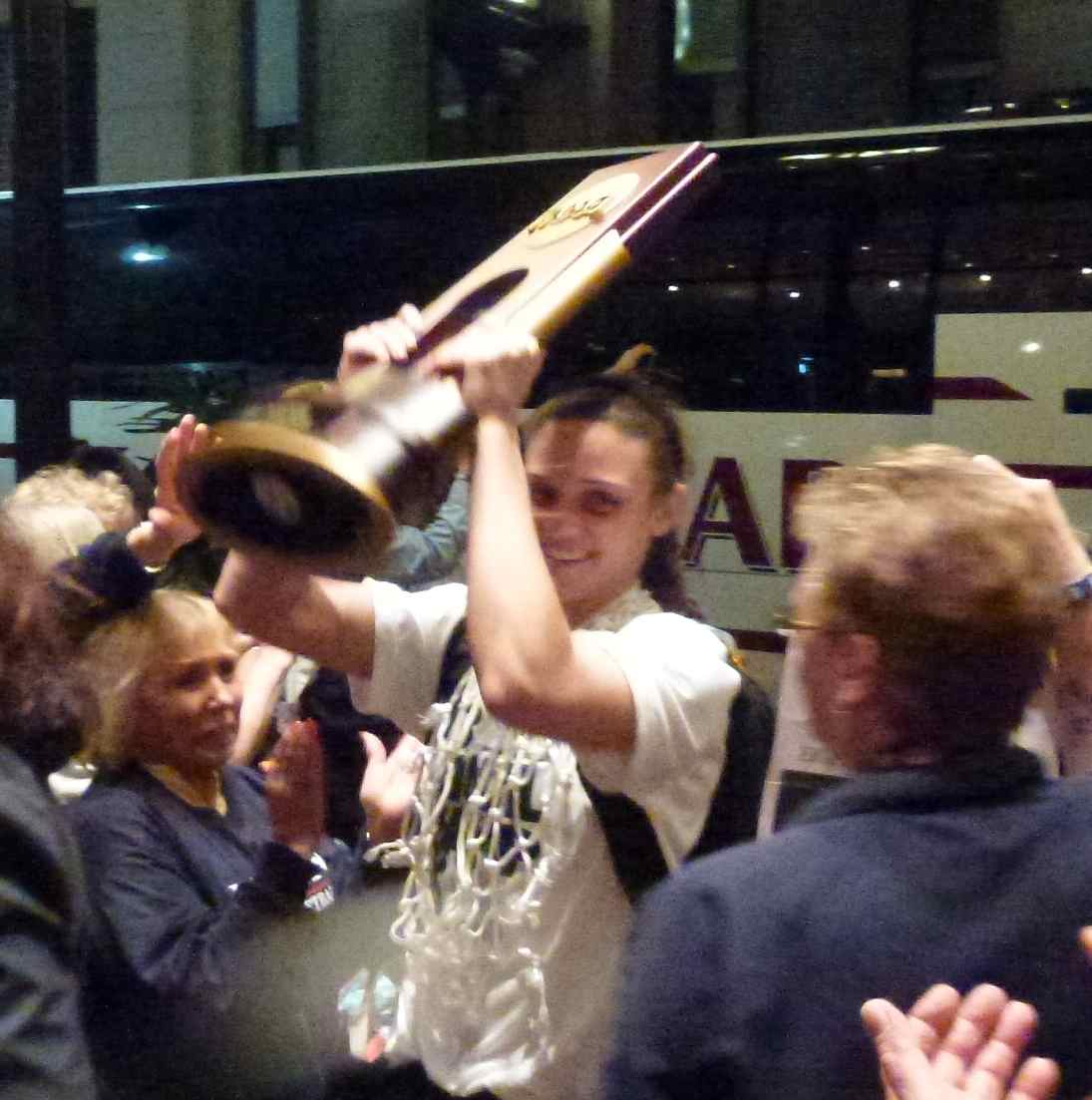
Kelly Faris avec le trophée NCAA 2013.

Elle rejoint les Huskies du Connecticut, où elle remporte le titre dès son année freshman avec sa coéquipière Maya Moore avec un temps de moyen de 19 minutes en disputat toutes les rencontres malgré en nez cassé en décembre dont 25 minutes pour la finale NCAA.
Le 2 mars 2013, elle devient la seconde joueuse de l'histoire des Huskies après Maya Moore à cumuler plus de 1000 points, 750 rebonds, 500 passes décisives et 250 interceptions. Cette même année, elle remporte un second titre NCAA, le huitième des Huskies, avec sa coéquipière Breanna Stewart. Elle est éligible à la draft WNBA 2013.
En mai 2013, elle signe un contrat d'une saison pour l'équipe hongroise de Sopron. Elle inscrit en moyenne 4,7 points et 4,2 rebonds en Euroligue et 7,9 points, 3,6 rebonds et 1,5 passe décisives en championnat de Hongrie. Puis après une seconde saison WNBA assez discrète pour 1.1 point et 1.2 rebond en 7 minutes par rencontre, elle signe pour le club australien Adelaide Lightning après que Natalie Novosel initialement pressentie se soit blessée.
Sa troisième saison avec le Sun se termine également sans play-off avec un rôle assez modeste 2,9 points à 31,0 % de réussite aux tirs et 1,7 rebond en 14,5 minutes en 32 rencontres dont 9 titularisations. Elle joue trois mois pendant l'intersaison en Autriche pour le Post SV Wien. 

## USA Basketball
Elle est sélectionnée dans l'équipe nationale des 18 ans et moins qui remporte la médaille d'or du Championnat des Amériques à Buenos Aires en Argentine en 2008. Elle est sélectionnée dans l'équipe nationale des 19 ans et moins l'année suivante qui remporte le Championnat du monde 2009 à Bangkok en Thaïlande. Malgré une défaite dans le match d'ouverture contre l'Espagne, l'équipe remporte ses sept autres rencontres et défait l'Espagne en finale 81–71.

## Clubs
- 2005-2009 :  Heritage Christian School HS
- 2009-2013 :  Huskies du Connecticut
- 2013-2014 :  UNIQA Euroleasing Sopron
- 2014-2015 :  Adelaide Lightning
- 2015-2016 :  Post SV Wien

WNBA
- 2013- :  Sun du Connecticut

## Palmarès
- Championne NCAA 2010 et 2013
- Médaille d'or au Championnat du monde des 19 ans et moins en 2009 à Bangkok
- Médaille d'or au Championnat des Amériques des 18 ans et moins à Buenos Aires

## Distinctions individuelles
- 2003—AAU Basketball National Championship 11U[20]
- 2007—AAU Junior National Volleyball Championships All-American team[21].
- 2007—First Team, All-State (Indiana 2A)[9]
- 2008—First Team, All-State (Indiana 2A)[9]
- 2008—MVP State Tournament (Indiana 2A)[9]
- 2009—First Team, All-State (Indiana 2A)[9]
- 2009—McDonald's All-America[9]
- 2009—Parade Magazine All-America first team[9]
- 2009—USA Today All-USA second team honors[9]